# Mićun Jovanić
Mićun Jovanić je poznato ime iz Hajdukove "zlatne" generacije iz 70-ih godina 20. stoljeća. Po završetku igranja, karijeru nastavio kao nogometni trener. Trenirao je niz niželigaša.
Statistika u Hajduku
| Natjecanje        | Nastupi | Zgoditci |
| ----------------- | ------- | -------- |
| Prvenstvo         | 210     | 27       |
| Kup               | 17      | 4        |
| Superkup          | 0       | 0        |
| Međunarodne       | 26      | 4        |
| Splitski podsavez | 0       | 0        |
| Ukupno            | 253     | 35       |
| Prijateljske      | 110     | 37       |
| Sveukupno         | 363     | 72       |

## izvori
1. ↑  Profili svih igrača – Statistika na službenim stranicama HNK Hajduka. hajduk.hr. HNK Hajduk Split.